# Квазаг
Не следует путать с квазаром
Кваза́г (англ. quasag — сокращение от QUASi stellAr Galaxy — «звездоподобная галактика») — космический объект, напоминающий квазар, но не обладающий сильным радиоизлучением. Квазаги были открыты в 1965 году американским астрономом А. Сэндиджем. Изучая слабые бело-голубые звёзды и обнаружив, что многие из них, подобно квазарам, интенсивно излучают в ультрафиолете, Сэндидж заподозрил, что он имеет дело с явлениями, на самом деле звёздами не являющимися. Спектральное исследование этих объектов показало, что часть из них, действительно, имеет красные смещения, характерные для внегалактических объектов. Как и квазары, квазаги имеют очень большие (больше, чем у сверхгигантских галактик) светимости при сравнительно малых размерах, но, в отличие от квазаров, у квазагов нет сильного радиоизлучения.